# Pegnitz, Bayreuth
Pegnitz là một thị xã tại huyện Bayreuth, Oberfranken, Bayern, Đức, với dân số khoảng 13.976 người (cuối năm 2006). Nó nằm cách Nürnberg 50 km đường chim bay về phía Đông Bắc.
Các làng (Ortsteile) ở Pegnitz: 
| - Bodendorf - Bronn - Buchau - Büchenbach - Hainbronn - Hammerbühl - Hedelmühle - Heroldsreuth - Herrenmühle | - Horlach - Hufeisen - Kaltenthal - Kleinkrausmühle - Körbeldorf - Kotzenhammer - Langenreuth - Leups - Lobensteig | - Lüglas - Nemschenreuth - Neudorf - Neuhof - Penzenreuth - Pertenhof - Reisach - Stein - Stemmenreuth | - Trockau - Troschenreuth - Vestenmühle - Weidelwangermühle - Weidmannshöhe - Willenberg - Willenreuth - Zips |

|  |  |